# Championnat de France féminin de floorball
 (juillet 2016).
Si vous disposez d'ouvrages ou d'articles de référence ou si vous connaissez des sites web de qualité traitant du thème abordé ici, merci de compléter l'article en donnant les références utiles à sa vérifiabilité et en les liant à la section « Notes et références ».
Le Championnat de France de floorball féminin, est une compétition annuelle entre les meilleures joueuses de floorball en France. Le vainqueur de cette compétition est désigné Champion de France de Floorball. Le championnat est organisé par la Fédération française de floorball.

## Format
Les six équipes jouent dans une poule unique. Chaque équipe rencontre ses cinq adversaires à deux reprises, soit un total de 10 matches par équipe. Les rencontres se déroulent en 3 périodes de 20 minutes, temps continu.
Deux points sont attribués pour une victoire et un point pour un match nul. Les équipes présentant un même nombre de points sont classées selon les critères suivants, dans l’ordre de prise en compte : différence de but générale, nombre de buts marqués, différence de buts particulière, nombre de buts marqués en confrontations directes, nombre de pénalités de prison, tirage au sort.

## Édition 2011-2012
Le Championnat de France de floorball féminin 2011-2012 est la 1re édition de cette compétition. Le premier niveau du championnat oppose pour cette saison 3 équipes réunies en 1 seule poule nationale.
Les 3 équipes jouent dans une poule unique. Chaque équipe rencontre ses deux adversaires à deux reprises, soit un total de 4 matches par équipe. Les rencontres se déroulent en 3 périodes de 20 minutes, temps continu.
Le championnat a débuté le 11 février 2012 et s'est terminé le 22 avril 2012. Il y a eu six matchs et au cours de ces matchs il y a eu 33 buts. La Française Pauline Meneust a obtenu le titre de meilleur buteur et de meilleur passeur.

### Classement final
| Classement | Nom de l'équipe | Points | Matchs joués | Victoires | Nuls | Défaites | Buts pour | Buts contre | Différence |
| ---------- | --------------- | ------ | ------------ | --------- | ---- | -------- | --------- | ----------- | ---------- |
| 1          | Valkyries       | 8      | 4            | 4         | 0    | 0        | 16        | 5           | +11        |
| 2          | Panam United    | 4      | 4            | 1         | 1    | 2        | 11        | 15          | -4         |
| 3          | Lady Storm      | 1      | 4            | 0         | 1    | 3        | 6         | 13          | -7         |

### Résultats finaux
| Résultats (dom.\ext.)                                      | VAL | PAN | LS  |
| Valkyries                                                  |     | 5-2 | 4-0 |
| Panam United                                               | 2-5 |     | 4-2 |
| Lady Storm                                                 | 1-2 | 3-3 |     |
| - Victoire à domicile - Match nul - Victoire à l'extérieur |     |     |     |

## Édition 2012-2013
Le Championnat de France de floorball féminin 2012-2013 est la 2e édition de cette compétition. Le premier niveau du championnat oppose pour cette saison 4 équipes réunies en 1 seule poule nationale.
Les 4 équipes jouent dans une poule unique. Chaque équipe rencontre ses trois adversaires à deux reprises, soit un total de 6 matches par équipe. Les rencontres se déroulent en 3 périodes de 20 minutes, temps continu.
Le championnat a débuté le 5 janvier 2013.

### Équipes
Une nouvelle équipe rejoint le championnat pour la saison 2012-2013, il s'agit des Atlantics avec ses joueuses des clubs de l'Ouest.

### Classement final
| Classement | Nom de l'équipe | Points | Matchs joués | Victoires | Nuls | Défaites | Buts pour | Buts contre | Différence |
| ---------- | --------------- | ------ | ------------ | --------- | ---- | -------- | --------- | ----------- | ---------- |
| 1          | Lady Storm      | 12     | 6            | 6         | 0    | 0        | 18        | 3           | +15        |
| 2          | Valkyries       | 8      | 6            | 4         | 0    | 2        | 26        | 12          | +14        |
| 3          | Atlantics       | 2      | 6            | 1         | 0    | 5        | 7         | 21          | -14        |
| 4          | Panam United    | 2      | 6            | 1         | 0    | 5        | 9         | 24          | -15        |

### Résultats
| Résultats (dom.\ext.)                                      | VAL | PAN | LS  | ATL |
| Valkyries                                                  |     | 7-3 | 0-2 | 7-0 |
| Panam United                                               | 3-8 |     | 0-4 | 2-1 |
| Lady Storm                                                 | 1-0 | 3-1 |     | 3-1 |
| Atlantics                                                  | 3-4 | 1-0 | 1-5 |     |
| - Victoire à domicile - Match nul - Victoire à l'extérieur |     |     |     |     |

## Édition 2014-2015
Ce championnat réunit cinq équipes au profil régional, constituées de joueuses issues de différents clubs : 
- Valkyries (Nord/Picardie) : Nordiques Floorball Club, Phoenix de Wasquehal, Hoplites d’Ambiani, Grizzlys du Hainaut.
- Lady Storm (Rhône-Alpes/Est) : Lyon FC Pirates, Isère Grésivaudan Floorball, Saint-Étienne Knights, Trolls d'Annecy, Dragons Bisontins, Dahuts du Lac.
- Panam United (Ile de France) : IFK Paris, Paris Université Club
- Atlantics (Orléans/Rouen): Gladiateurs d'Orléans, Rouen Floorball.
- Wild West Women (Ouest) : Caen Floorball, Panthères de Rennes, Andégaves d'Angers, Nantes Floorball Canonniers, Floorball Saint-Lois, Celtics de Brest, Le Mans Floorball 72.

## Édition 2016-2017

### Composition de l'édition 2016-2017
Il y a désormais six équipes, dont 4 de clubs :
- Panam’United (Paris)
- Lyon FC – Féminines 1
- Lyon FC – Féminines 2
- Amiens Floorball – Les Hoplites

Ainsi que 2 équipes au profil régional et constituées de joueuses issues de différents clubs:
- Cel’Est (rassemblant des joueuses des clubs suivants : Club Unihockey Bisontin, ASPTT Nancy-Laxou Floorball "les Loups Lorrains", Strasbourg Sentinelles Floorball, Les Lions du Val d’Yerres Floorball Club)
- Wild West Women (rassemblant des joueuses des clubs suivants : Caen Floorball, Panthères de Rennes, Andégaves d’Angers, Nantes Floorball Canonniers, Floorball Saint-Lois, Celtics de Brest, Le Mans Floorball 72, Lynx de Bordeaux, Lapeyrouse-Fossat - Griffons d’Oc, Rouen Floorball, Club de Floorball Orléanais, Fleury Floorball, Salamandres de Montbazon, Touraine Floorball)

Les deux équipes régionales sont vouées à évoluer vers un profil de club dès lors que les sections féminines existantes le permettront.

### Classement final 2016-2017
| Nom de l'équipe | Classement |
| --------------- | ---------- |
|                 | 1e         |
|                 | 2e         |
|                 | 3e         |
|                 | 4e         |
|                 | 5e         |
|                 | 6e         |

## Palmarès
| Saison    | Champion   | Finaliste    | Troisième    |
| --------- | ---------- | ------------ | ------------ |
| 2011-2012 | Valkyries  | Panam United | Lady Storm   |
| 2012-2013 | Lady Storm | Valkyries    | Atlantics    |
| 2013-2014 | Lady Storm | Atlantics    | Panam United |
| 2014-2015 |            |              |              |
| 2015-2016 |            |              |              |
| 2016-2017 |            |              |              |